# Грин (лунный кратер)
Кратер Грин (лат. Green), не путать с кратером Грин на Марсе, — крупный ударный кратер на западе-юго-западе от огромного кратера Менделеев на обратной стороне Луны. Название присвоено в честь английского математика Джорджа Грина (1793—1841) и утверждено Международным астрономическим союзом в 1970 г. Образование кратера относится к раннеимбрийскому периоду.

## Описание кратера

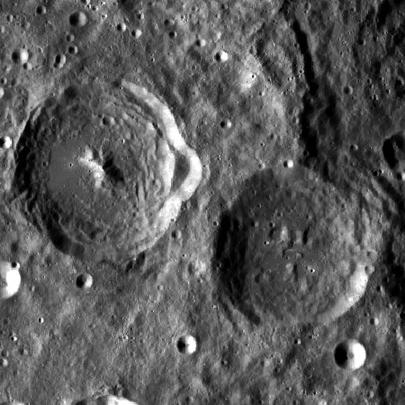
Кратеры Грин (слева) и Гартман (справа). Снимок Lunar Reconnaissance Orbiter.

Ближайшими соседями кратера являются кратер Занстра на западе, кратер Ветчинкин на севере-северо-западе, кратер Бергман на северо-востоке, кратер Муассан на востоке-северо-востоке, кратер Гартман на юго-востоке, кратер Прагер на юге-юго-западе, кратер Бечварж на юго-западе, кратер Грегори на западе-юго-западе. На юго-западе от кратера находится цепочка кратеров Грегори, на северо-востоке цепочка кратеров Менделеева. Селенографические координаты центра кратера 3°41′ с. ш. 133°07′ в. д. / 3,69° с. ш. 133,12° в. д., диаметр 68,3 км, глубина 2,7 км.
Кратер имеет циркулярную форму с выступом в восточной части, умеренно разрушен, вал перекрыт несколькими маленькими кратерами. Внутренний склон вала имеет следы террасовидной структуры особенно ярко выраженной в северо-восточной части. Высота вала над окружающей местностью составляет 1250 м, объем кратера составляет приблизительно 3700 км³. Дно чаши кратера сравнительно ровное в западной части, пересечено невысокими складками местности в восточной части. В центре чаши располагается хребет.

## Сателлитные кратеры
| Грин | Координаты                                            | Диаметр, км |
| ---- | ----------------------------------------------------- | ----------- |
| M    | 0°22′ с. ш. 133°08′ в. д. / 0,36° с. ш. 133,13° в. д. | 35,3        |
| P    | 0°31′ с. ш. 131°59′ в. д. / 0,52° с. ш. 131,98° в. д. | 20,3        |
| Q    | 2°19′ с. ш. 131°51′ в. д. / 2,32° с. ш. 131,85° в. д. | 14,8        |
| R    | 2°55′ с. ш. 131°11′ в. д. / 2,91° с. ш. 131,18° в. д. | 32,5        |

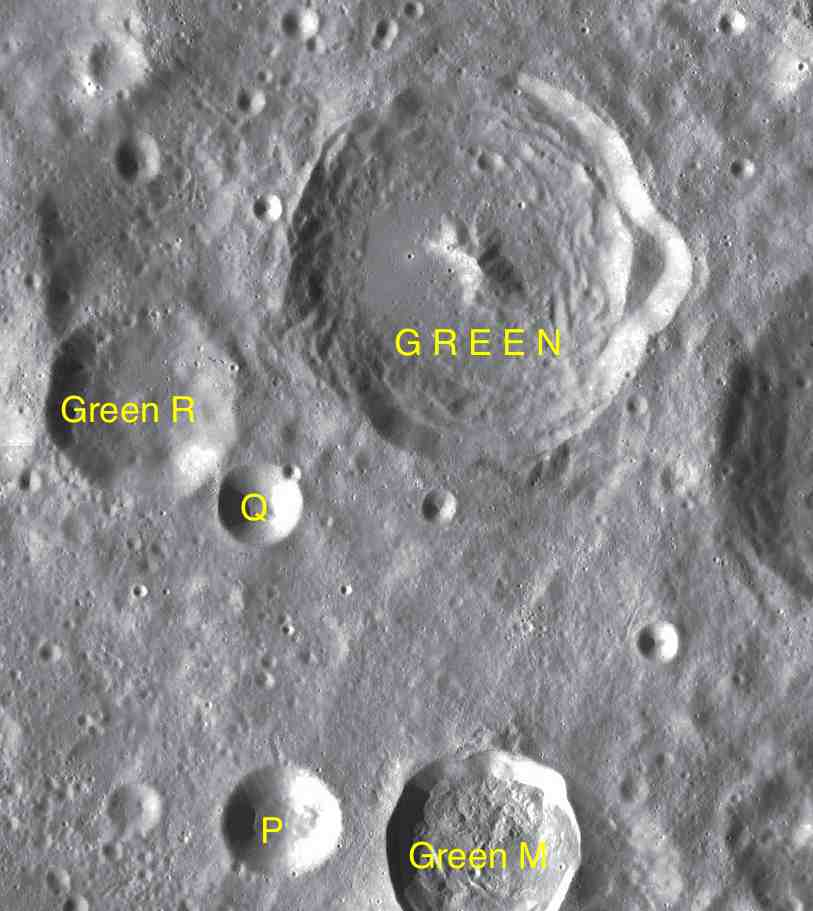
Фрагмент карты LAC-66.

- Образование сателлитного кратера Грин R относится к нектарскому периоду[1].